# Снаге за брзо реаговање
Снаге за брзо реаговање – представљају део оружаних снага, које имају за циљ  решавање неочекиваних проблема у различитим подручјима дејстава. У састав ових снага најчешће улазе ваздушно десантне јединице, морска пешадија, специјално обучени делови копнене војске као и јединице за посебне намене.
У области оперативних дејстава таквих снага често се унапред размешта логистика у виду наоружања, материјално-техничких средстава, опремљени аеродроми, пристаништа, помоћно земљиште и базе.